# Jennifer Saunders
Pour les articles homonymes, voir Saunders.
Jennifer Saunders, née le 6 juillet 1958 à Sleaford, Lincolnshire, est une actrice britannique.

## Biographie
Avec Dawn French, elle est auteur et actrice au théâtre, notamment au Comic Strip, une salle ouverte par son collègue Peter Richardson où se produisaient aussi Adrian Edmondson (le futur époux de Jennifer Saunders), Rik Mayall, Nigel Planer, Alexei Sayle et Hermine Demoriane. En 1982, le groupe se produit pour la télévision avec The Comic Strip Presents…
Depuis 1987, Jennifer Saunders et Dawn French écrivent et jouent dans la série à sketchs French and Saunders qui obtiendra un succès très important. Avec la série Absolutely Fabulous (1992-2004), qu’elle scénarise et où elle donne la réplique à Joanna Lumley, Jennifer Saunders est devenue une des comédiennes et scénaristes favorites du public britannique.
Elle joue un petit rôle en 2001 dans le film français Absolument fabuleux de Gabriel Aghion.
En 2004, elle a prêté sa voix à la marraine bonne fée dans la version originale du film Shrek 2 où elle interprète la chanson Holding Out for a Hero.
Jennifer Saunders a également écrit Jam and Jerusalem (Clatterford aux États-Unis), série dans laquelle elle joue aux côtés notamment de Dawn French, Joanna Lumley et Pauline McLynn dont la première saison (6 épisodes) a été diffusée sur la BBC en décembre 2006. La seconde saison de Jam and Jerusalem a été diffusée en janvier et février 2008 sur BBC1.
Elle interprète quelques petits rôles à l'écran, notamment dans L'Île au trésor des Muppets (1996), dans Spice World, le film, le film des Spice Girls (1997) et dans Friends (1998).
Elle a également joué dans le film français L'Entente cordiale sorti en France en juin 2006.
En octobre et novembre 2007, est diffusée sur BBC2 la série The Life and Times of Vivienne Vyle que Jennifer a coécrit avec la psychologue Tanya Byron et dans laquelle elle incarne une animatrice de talk show.
Le 13 mars 2009, à l’occasion du Red Nose Day annuel de la BBC, elle fait avec Dawn French une parodie du film Mamma Mia ! (film).
En 2011, Jennifer Saunders annonce qu'elle va tourner trois nouveaux épisodes de Absolutely Fabulous dont une émission spéciale pour l'ouverture des Jeux Olympiques d'Été de Londres en 2012.
2015, le tournage de Ab Fab, Le Film a commencé. C'est la Fox Searchlight Pictures qui en assure la production. Le film est sorti le 1er juillet 2016 en Grande-Bretagne et le 22 juillet 2016 aux États-Unis. En France, le film est sorti le 7 décembre 2016.
En 2019, Jennifer Saunders interprète la mère de Rebel Wilson dans la comédie Isn't It Romantic.
On la retrouve en 2022 au sein du prestigieux Mort sur le Nil de Kenneth Branagh, vingt sept ans après qu'il l'a dirigée pour un caméo dans le film Au beau milieu de l'hiver. Pour cette nouvelle adaptation d'Agatha Christie, elle est entourée d'Annette Bening, Emma Mackey, Armie Hammer, Gal Gadot et sa complice de toujours, Dawn French.
En 2023, elle sera la tête d'affiche du film Allelujah, adapté de la pièce du même nom, aux côtés de Judi Dench, David Bradley, Russell Tovey et de Derek Jacobi. Elle y interprète une infirmière au sein d'un service de gériatrie dans un petit hôpital du Yorkshire menacé de fermeture.

## Filmographie

### Cinéma
- 1995 : Au beau milieu de l'hiver de Kenneth Branagh : Nancy Crawford
- 1996 : L'Île au trésor des Muppets : Mrs. Bluveridge
- 1997 : Spice World, le film : La Femme Fashion
- 2001 : Absolument fabuleux : Elle-même
- 2004 : Shrek 2 : Marraine la Fée
- 2006 : L'Entente cordiale : Gwendoline McFarlane
- 2009 : Coraline : Miss April Spink / l'autre April Spink
- 2016 : Absolutely Fabulous : le film de Mandie Fletcher : Edina « Eddy » Monsoon
- 2018 : Patrick de Mandie Fletcher : Maureen
- 2019 : Isn't It Romantic de Todd Strauss-Schulson : la mère de Natalie
- 2022 : Mort sur le Nil de Kenneth Branagh : Marie Van Schuyler
- 2023 : Allelujah de Richard Eyre : Sœur Gilpin

### Télévision
- 1987-2005 : French and Saunders (série TV) : Différents personnages
- 1992-2012 : Absolutely Fabulous (série TV) Toutes les saisons : Edina Monsoon
- 1998 : Friends (série TV) Saison 4 Épisode 24 : Andrea Waltham
- 1998 : Friends (série TV) Saison 5 Épisode 1 : Andrea Waltham
- 1999 : Let Them Eat Cake (série) : Colombine, Comtesse de Vache
- 2022 : The Pentaverate : Le Mestre de Dubrovnik/La Sœur de Dubrovnik